# Baynes Bat

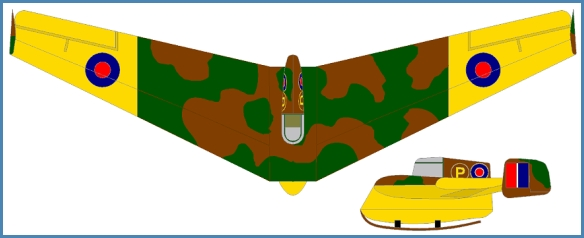
Slingsby Baynes Bat

Die Baynes Bat war ein Versuchsflugzeug, das als Machbarkeitsstudie für einen geplanten sogenannten Carrier Wing diente.

## Geschichte
Im Jahr 1941 machte der britische Segelflugzeugkonstrukteur L.E. Baynes den Vorschlag, ein Gefechtsfahrzeug (man dachte z. B. an einen 8½-t-Panzer) mit abnehmbaren Flügeln auszustatten, um es mit Hilfe eines Flugzeugs ins Kampfgebiet schleppen zu können. Der Panzer ersetzte den Rumpf des als Nurflügel konzipierten Seglers vollständig, es war auch kein Fahrwerk vorgesehen. Der Motor des Panzers sollte nach dem Ausklinken bereits in der Luft gestartet und beim Aufsetzen die Tragflächen über eine Schnellauslösung abgeworfen werden.
Die grundlegende Idee wurde von einem RAF-Stab als gut angesehen, jedoch sollte die Umsetzbarkeit zuerst an einem bemannten 1:3-Modell getestet werden. Dieses Modell wurde von  Baynes entworfen und von der Firma Slingsby Sailplanes in Kirkbymoorside (Yorkshire) im Jahre 1943 gebaut und erhielt die militärische Registrierung RA809.
Der Erstflug fand im Juli 1943 in Sherburn-in-Elmet beim Airborne Forces Experimental Establishment statt. Die meisten Testflüge wurden von First Lt. Robert Kronfeld durchgeführt. Die Flüge wiesen die gutmütigen Flugeigenschaften des Entwurfs nach, das Projekt wurde jedoch nicht weiter verfolgt, da mittlerweile Lastensegler verfügbar waren, die entsprechende Panzer im Laderaum transportieren konnten. Da die Bat das erste moderne Nurflügelflugzeug bei der RAF war, das für Forschungszwecke verfügbar war, wurden weitere Flüge zur Gewinnung von Daten über Flugstabilität und -kontrolle durchgeführt.

## Konstruktion
Die Bat war vollständig aus Holz hergestellt und in ihren aerodynamischen Eigenschaften dem vollmaßstäblichen Carrier Wing ähnlich. Das Modell hatte jedoch eine kleine Gondel für den Piloten. Die gepfeilten Tragflächen besaßen einen Hauptholm. Zwar waren keine Luftbremsen vorhanden, jedoch waren an den äußeren Flügeln über die halbe Spannweite die Slingsby-patentierten über einen Federkörper bedienten Klappen angebracht. An den Tragflächenenden waren als Seitenruder eingesetzte Endscheiben vorhanden. Als Hauptfahrwerk wurde lediglich eine Kufe eingesetzt, zum Bewegen am Boden war ein Paar kleiner Räder vorgesehen.

## Technische Daten
| Kenngröße             | Daten                |
| --------------------- | -------------------- |
| Besatzung             | 1                    |
| Länge                 | 3,46 m (11 ft 4 in)  |
| Spannweite            | 10,16 m (33 ft 4 in) |
| Flügelfläche          | 14,86 m² (160 ft²)   |
| Flügelstreckung       | 7,0                  |
| Leermasse             | 346 kg (763 lb)      |
| Startmasse            | 437 kg (963 lb)      |
| Reisegeschwindigkeit  | 128 km/h (80 mph)    |
| Höchstgeschwindigkeit | 192 km/h (120 mph)   |
| Stallgeschwindigkeit  | 64 km/h (40 mph)     |